# 포르 시엠프레 미 아모르
《포르 시엠프레 미 아모르》(스페인어: Por siempre mi amor)은 2013년 방영된 멕시코의 텔레노벨라이다.